# Ville Simola
Ville Simola (* 21. September 1987) ist ein finnischer Biathlet.
Ville Simola ist Sportsoldat und startete für Kymin Koskenpojat. Seinen internationalen Einstand gab er bei den Biathlon-Juniorenweltmeisterschaften 2005 in Kontiolahti, wo er 51. des Einzels und 34. des Sprints wurde, sich im Verfolgungsrennen bis auf den 12. Rang verbesserte und mit der Staffel auf Platz sieben kam. Ein Jahr später wurde er in Presque Isle 43. des Einzels, 32. des Sprints und der Verfolgung sowie Fünfter mit der finnischen Staffel. Seine dritten Juniorenweltmeisterschaften lief Simola 2007 in Martell. In Italien lief er auf die Plätze 43 im Einzel, 44 im Sprint, 52 in der Verfolgung und 14 mit der Staffel. Im Jahr darauf nahm er in Ruhpolding letztmals an Juniorenweltmeisterschaften teil und erreichte die Plätze 60 im Einzel, 64 im Sprint und sechs mit der Staffel.
Sein Debüt bei den Männern gab Simola 2008 im Rahmen von IBU-Cup-Rennen in Obertilliach, bei denen er als 21. eines Einzels sogleich Punkte gewinnen konnte. Es ist zudem die bislang beste Platzierung des Finnen in der Rennserie. Kurz darauf folgte das Biathlon-Weltcup-Debüt bei Rennen in Hochfilzen. Im Einzel wurde er 75., im Sprint 96. und mit Paavo Puurunen, Marko Juhani Mänttäri und Timo Antila im Staffelrennen 17. Erstes Großereignis im Leistungsbereich wurden die Biathlon-Europameisterschaften 2010 in Otepää, bei denen der Finne 26. des Einzels wurde, sich als 42. des Sprints sicher für das Verfolgungsrennen qualifizierte und bei diesem 35. wurde. Mit Eppu Väänänen, Matti Hakala und Marko Nieminen wurde er Staffel-13. 2010 folgten am Holmenkollen in Oslo und in Chanty-Mansijsk zwei weitere Sprintrennen im Weltcup, Ersteres beendete Simola nicht, das Zweite wurde mit Rang 69 zum bislang besten Ergebnis im Weltcup. Bei den Biathlon-Europameisterschaften 2011 in Ridnaun belegte er den 39. Platz im Einzel, das Sprintrennen beendete er nicht und die finnische Staffel trat trotz Meldung nicht an.
Zwischen 2006 und 2008 startete Nieminen auch mehrfach in unterklassigen Skilanglaufrennen des Scandinavia Cups und in FIS-Rennen. Zudem nahm er an den Militär-Skiweltmeisterschaften 2007 in Haanja teil und wurde dort 54. über 15 Kilometer Freistil.

## Weltcupstatistik
Die Tabelle zeigt alle Platzierungen (je nach Austragungsjahr einschließlich Olympische Spiele und Weltmeisterschaften).
- 1.–3. Platz: Anzahl der Podiumsplatzierungen
- Top 10: Anzahl der Platzierungen unter den ersten zehn (einschließlich Podium)
- Punkteränge: Anzahl der Platzierungen innerhalb der Punkteränge (einschließlich Podium und Top 10)
- Starts: Anzahl gelaufener Rennen in der jeweiligen Disziplin

| Platzierung                      | Einzel | Sprint | Verfolgung | Massenstart | Staffel | Gesamt |
| -------------------------------- | ------ | ------ | ---------- | ----------- | ------- | ------ |
| 1. Platz                         |        |        |            |             |         |        |
| 2. Platz                         |        |        |            |             |         |        |
| 3. Platz                         |        |        |            |             |         |        |
| Top 10                           |        |        |            |             |         |        |
| Punkteränge                      |        |        |            |             | 1       | 1      |
| Starts                           | 1      | 3      |            |             | 1       | 5      |
| Stand: nach der Saison 2010/2011 |        |        |            |             |         |        |